# Siam Park
Ne doit pas être confondu avec Siam Park City.
Siam Park est un parc aquatique situé à Tenerife dans les îles Canaries, en Espagne. Le parc est axé sur un thème d'inspiration thaïlandaise. Il est la propriété de l'homme d'affaires allemand Wolfgang Kiessling (de).

## Histoire
Inauguré en 2008, le Siam Park est le plus grand parc d'attractions aquatiques d'Europe.

## Attractions

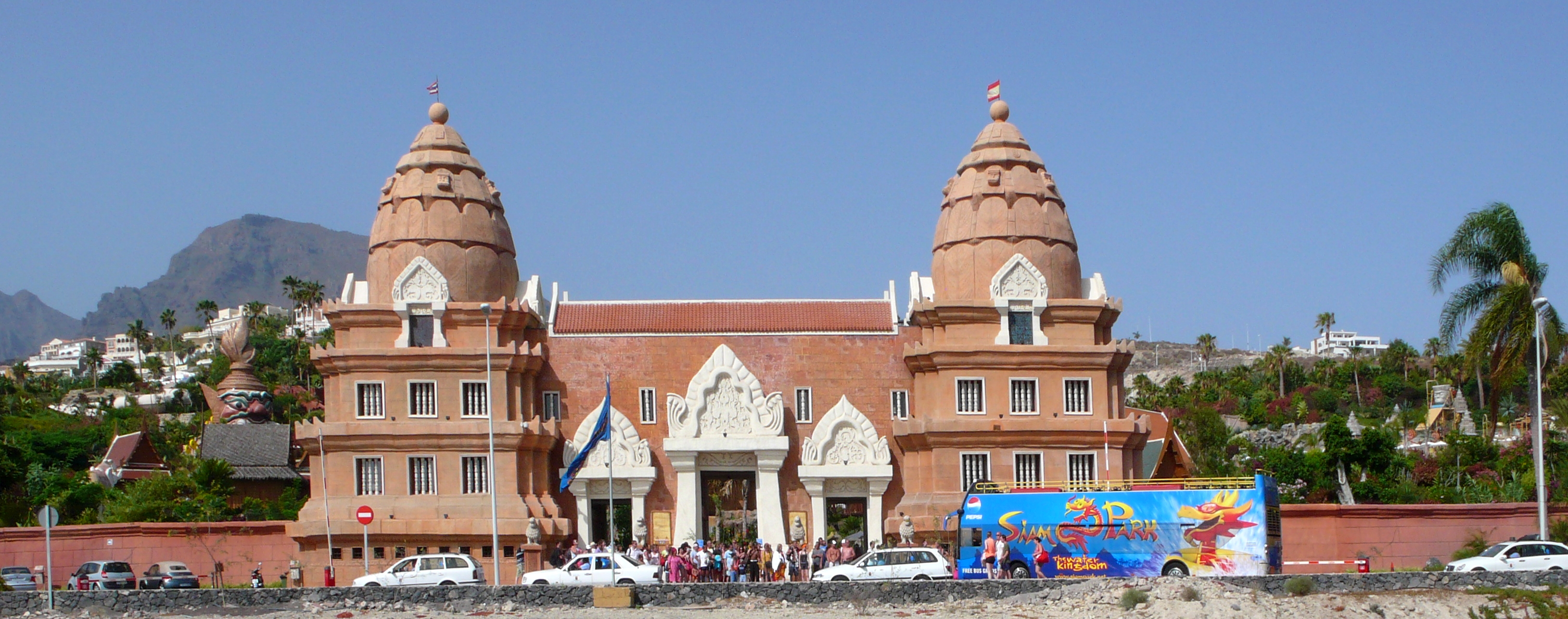
Entrée du Siam Park.

- Tower of Power : attraction principale du parc. Composée d'un toboggan d'une hauteur de 28 mètres suivi d'un tunnel passant sous un aquarium contenant des requins.
- Dragon
- Mai Thai River : rivière lente au milieu d'une végétation luxuriante, passage dans un tunnel-aquarium à la fin et rapides (possibilité de descendre avant).
- Siam Beach : grande plage artificielle.
- The Giant
- The Volcano : toboggan dans le noir, effets de lumière.
- The Wave Palace : piscine à vagues. Elle produit les plus grandes vagues artificielles au monde avec des vagues de 3 mètres.
- Leones Marino : otaries près de l'entrée du parc.
- Naga Racer : pente à glisse qui se dévale avec des tapis.
- Mekong Rapids
- Jungle Snake
- The Lost City : aire pour les enfants.
- Kinnaree (depuis juillet 2012)
- Sawasdee (depuis juillet 2012) : aire pour les enfants.
- Singha : Montagnes russes aquatiques agrémentées de douches froides sur des bouées en formes de petits bateaux de 2 places.
- Patong Rapids
- Coco Beach

## Fréquentation
Fréquentation annuelle 

1 200 000 (2019)
97 000 (2020)
511 000 (2021)
1 150 000 (2022)
1 200 000 (2023)